# 비점수차

비점수차

비점수차(astigmatism, 非點收差)는 광학 수차의 하나이다. 구면수차와 혜성형 수차가 교정된 렌즈라도 광축을 벗어난 점은 여전히 점으로 초점이 맞지 않는다. 그러나 상이 타원형태를 이루거나 초점선(Focal Line)이라 불리는 일련의 선의 쌍중 하나로 이루어진다. 점 모양의 피사체가 비축상에서 방사상으로 수직하게 (동심원 방향으로) 늘어지게 맺히는 수차를 비점수차라 한다. 일반적으로 비점수차는 코마수차와 수직한 방형으로 나타나는 것이 보통이며, 두 수차 모두 광축에서는 (시야의 중심에서는) 나타나지 않는다.
비점수차가 나타나는 기본적인 원인은 서로 굴절 혹은 반사되는 면에서 방사상의 면과 동심원방향의 면의 굴절률 혹은 반사각이 다르기 때문에 나타난다. 따라서 동심의 원들은 한 점에서는 선명한 초점을 맺지만 방사상 선들이 초점이 맞지 않으며, 다른 점에서는 방사상의 선들이 선명한 초점을 맺고 동심의 원들이 초점이 흐려진다. 하나의 점이 두 종류의 수직선들의 상, Sagittal Image Line과 Meridional Image Line(수평선과 수직선)의 상을 만들게 된다.
초점이 맞는 피사체의 전경과 배경에서, 중심 패턴 상의 이미지 블러를 일으켜 렌즈에 비정상 흐림현상이라는 문제를 일으킨다.
렌즈 조리개를 닫으면 초점심도가 깊어져 어느정도 비점수차를 흡수하지만, 완전히 없애지는 못한다. 동심원과 방사상의 선들로 이루어진 해상도 차트가 비점수차를 테스트하기 위해 이용된다. 눈에 비점수차가 일어나는 현상을 난시라고 한다.

## 같이 보기
- 난시